# Нотоцератопс
Нотоцератопс (лат. Notoceratops) — сомнительный род птицетазовых динозавров, описанный по неполной левой ветви нижней челюсти (в настоящее время утерянному), обнаруженной в отложениях позднего мелового (кампан/маастрихт) периода в формации Lago Colhué Huapí (Патагония, Аргентина). Вероятно, являлся цератопсом.

## Открытие и присвоение названия
В 1918 году палеонтолог Аугусто Тапиа (Augusto Tapia; 1893–1966) обнаружил голотип; в 1918 году он описал типовой вид N. bonarellii (первоначально писалось как "Notoceratops Bonarelli"). Родовое название происходит от греческих слов notos, «юг», keras, «рог», и ops, «лицо». . Видовое название дано в честь Гвидо Бонарелли (1871–1951), который консультировал Тапиа при изучении находки. Согласно современным правилам, эпитет пишется как bonarellii, то есть без заглавной буквы B. Во многих более поздних публикациях видовое название пишется с ошибкой «bonarelli», с одной буквой «i», из-за неверного предположения, что оно происходит от латинизированного «Bonarell~ius». Финальное описание было сделано Фридрихом фон Хюне в 1929 году; на сегодняшний день голотип считается утерянным.

## Филогения
Первоначально описанный Тапиа в 1918 году как цератопс, он был позже исключён из этой группы, поскольку в Южном полушарии не было известно ни одного представителя клады. Однако открытие в 2003 году другого возможного представителя цератопсов, Serendipaceratops, в Австралии могло изменить это мнение. Notoceratops позднее считался nomen dubium, рассматриваясь в том числе как гадрозавр. Анализ, опубликованный Tom Rich и др. в 2014 году, в котором основное внимание уделялось обоснованности существования Serendipaceratops, также рассматривал опубликованные материалы Notoceratops. Они пришли к выводу, что голотип обладал чертами цератопсов и что род, вероятно, является валидным.